# New Guard

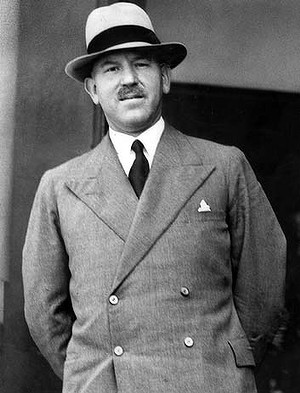
Eric Campbell, avvocato australiano e leader della New Guard, nel 1931.

La New Guard (Nuova Guardia) fu un'organizzazione paramilitare australiana degli anni '30 . Anche se alcuni membri provenivano da tutti gli Stati australiani, i principali e più numerosi erano confinati allo Stato del Nuovo Galles del Sud e la sua capitale, Sydney. Facevano particolare riferimento all'estrema destra australiana, descritta come organizzazione fascista.
La New Guard venne fondata a Sydney nel febbraio del 1931 da un gruppo di contadini, tra i quali era presente il "Colonnello" Eric Campbell, un veterano della prima guerra mondiale scelto dagli aderenti come loro leader. Colui che voleva aderire compilava il modulo di domanda accettando i seguenti principi: : 
- Fedeltà al trono e all'impero britannico
- Sano e onorevole governo in Australia
- Repressione degli elementi infedeli ed immorali che agiscono contro il governo, l'industria e la società
- Abolizione della macchina politica
- Mantenimento della libertà individuale

## Contesto storico
L'ideologia della New Guard nasce in funzione di un'ipotetica "minaccia" comunista, in quanto, nei paesi in cui ha preso il potere, ha soppresso le libertà individuali, e quindi in antitesi alla democrazia. Nel contesto internazionale degli anni '20 e '30, l'ascesa al potere di Stalin in Russia venne visto dalla critica al comunismo come ulteriore prova della sua pericolosità. Inoltre, molti veterani della prima guerra mondiale consideravano il trattato di Brest-Litovsk come un tradimento della Germania. Gli anni '30 furono anche il decennio della Grande depressione, crisi finanziaria che causò danni incredibili in tutto il mondo. Le difficoltà in Australia, a causa della crisi, resero in quel paese molto più probabile il rischio di sollevazioni popolari. Il nome New Guard quindi, suggerisce non solo l'idea di custodire un insieme di valori, ma anche fisicamente "fare la guardia" alla comunità, se necessario, contro la rivoluzione. Ideologia ambivalente, dato che l'organizzazione voleva la rimozione forzata del Premier del Nuovo Galles del Sud Jack Lang. In contrapposizione al comunismo la New Guard propose un sistema socioeconomico simile al fascismo italiano, in quanto ammiravano il suo leader, Benito Mussolini. La New Guard si sciolse all'inizio della seconda guerra mondiale, quando l'Australia dichiarò guerra all'Italia e alla Germania.